# شمین
شِمیِن (به مجاری:  Semjén) یک منطقهٔ مسکونی در مجارستان است که در ناحیه تسیگاند واقع شده‌است.